# Football Club d'Échirolles
Le Football Club d'Échirolles est un club français de football fondé en 1949 et basé à Échirolles en périphérie de Grenoble.
L'équipe fanion du club évolue en 2023-2024 en  Régional 1.

## Personnalités du club

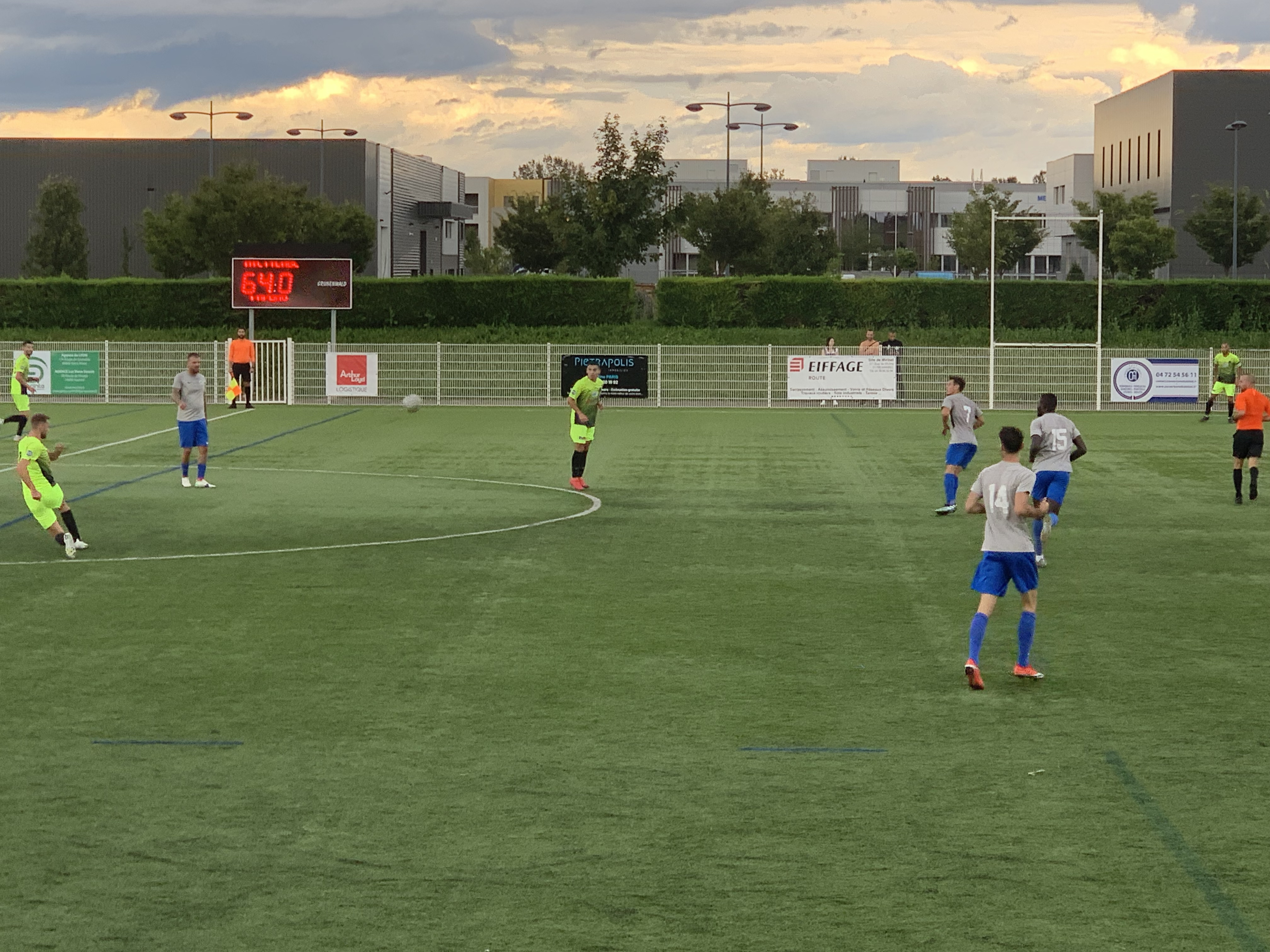
Math amical contre Ain Sud en août 2021. Le FC Échirolles est en gris.

### Joueurs formés au club
Le FC Échirolles a formé plusieurs joueurs passés professionnels, notamment :
- Jean-Philippe Séchet
- Yannis Tafer
- David Di Tommaso
- Abdoulaye Camara
- Ali Lukunku
- Guillaume Bemenou

## Palmarès
- Championnat de DH Rhône-Alpes
  - Champion: 2001, 2005, 2011

- Coupe Rhône-Alpes
  - Champion: 2005